# Ганс Губертус фон Штош
Ганс Губертус фон Штош (нім. Hans Hubertus von Stosch; 3 листопада 1889, Пренцлау — 28 квітня 1945) — німецький військовий діяч, віцеадмірал крігсмаріне (1 вересня 1941).

## Біографія
1 квітня 1908 року вступив на флот кадетом. Пройшов підготовку на навчальному кораблі «Шарлотта» і у військово-морському училищі. Служив на лінійних кораблях. Учасник Першої світової війни, офіцер на важкому крейсері «Дерффінгер» (1 вересня 1914 — 30 серпня 1918), артилерійський офіцер мінного крейсера «Бремзе» (31 серпня 1918 — 5 січня 1919).
22 листопада 1919 року демобілізований. 27 серпня 1920 року знову прийнятий на службу в ВМФ. З 18 травня 1923 року — артилерійський офіцер на крейсері «Тетіс», з 29 вересня 1924 року — офіцер Адмірал-штабу в штабі командувача легкими силами на Балтиці, з 1 квітня 1925 року — штабу командувача ВМС на Балтиці. 3 грудня 1925 року переведений в Морське керівництво референтом. З 27 вересня 1929 року — 1-й артилерійський офіцер на лінійному кораблі «Сілезія». З 26 вересня 1930 року — 1-й офіцер Адмірал-штабу в штабі командувача лінійними кораблями. 20 лютого 1933 року очолив штаб інспекції морської артилерії. 24 вересня 1935 року призначений директором артилерійського відділу військово-морських верфей у Вільгельмсгафені.
З 4 жовтня 1937 року — командувач береговою обороною Північної Фрісландії. 14 лютого 1941 року очолив Командування ВМС «А», яке 21 квітня 1941 року було перетворене в Командування ВМС в Греції. З 1 липня 1941 року — адмірал в Егейському морі. 27 вересня 1941 року переведений в розпорядження командувача-адмірала в Північному морі, а 31 січня 1942 року очолив штаб з розробки, виробництва і постачання артилерійських озброєнь ОКМ. З 13 січня по 22 червня 1943 року — командувач береговою обороною Німецької бухти. З 1 вересня 1943 року — уповноважений з будівництва в Командуванні групи ВМС «Захід». 30 вересня 1944 року вийшов у відставку. Покінчив життя самогубством.

## Нагороди
- Залізний хрест
  - 2-го класу (1914)
  - 1-го класу (1916)
- Хрест «За військові заслуги» (Австро-Угорщина) 3-го класу з військовою відзнакою (1918)
- Почесний хрест ветерана війни з мечами
- Медаль «За вислугу років у Вермахті» 4-го, 3-го, 2-го і 1-го класу (25 років; 2 жовтня 1936) — отримав 4 нагороди одночасно.
- Застібка до Залізного хреста
  - 2-го класу (19 грудня 1939)
  - 1-го класу (8 лютого 1941)
- Орден «Святий Олександр», великий офіцерський хрест з мечами на кільці (Третє Болгарське царство; 26 липня 1941)
- Нагрудний знак морської артилерії (8 березня 1943)